# Jørgen Graabak
Jørgen Nyland Graabak  (también escrito como Jørgen Gråbak; Trondheim, 26 de abril de 1991) es un deportista noruego que compite en esquí en la modalidad de combinada nórdica.
Participó en tres Juegos Olímpicos de Invierno, obteniendo en total seis medallas, dos oros en Sochi 2014, en el trampolín grande + 10 km individual y la prueba por equipo (junto con Magnus Moan, Håvard Klemetsen y Magnus Krog), una plata en Pyeongchang 2018, en la prueba por equipo (con Jan Schmid, Espen Andersen y Jarl Magnus Riiber), y tres en Pekín 2022, oro en trampolín grande + 10 km y por equipo (con Espen Bjørnstad, Espen Andersen y Jens Lurås Oftebro) y plata en trampolín normal + 10 km.
Ganó ocho medallas en el Campeonato Mundial de Esquí Nórdico entre los años 2013 y 2025.

## Palmarés internacional
| Juegos Olímpicos   | Juegos Olímpicos            | Juegos Olímpicos  | Juegos Olímpicos         |
| Año                | Lugar                       | Medalla           | Prueba                   |
| ------------------ | --------------------------- | ----------------- | ------------------------ |
| 2014               | Sochi (Rusia)               | Medalla de oro    | TG + 10 km individual    |
| 2014               | Sochi (Rusia)               | Medalla de oro    | TG + 4 × 5 km por equipo |
| 2018               | Pyeongchang (Corea del Sur) | Medalla de plata  | TG + 4 × 5 km por equipo |
| 2022               | Pekín (China)               | Medalla de oro    | TG + 10 km individual    |
| 2022               | Pekín (China)               | Medalla de oro    | TG + 4 × 5 km por equipo |
| 2022               | Pekín (China)               | Medalla de plata  | TN + 10 km individual    |
| Campeonato Mundial |                             |                   |                          |
| Año                | Lugar                       | Medalla           | Prueba                   |
| 2013               | Val di Fiemme (Italia)      | Medalla de plata  | TN + 4 × 5 km por equipo |
| 2015               | Falun (Suecia)              | Medalla de plata  | TN + 4 × 5 km por equipo |
| 2017               | Lahti (Finlandia)           | Medalla de plata  | TN + 4 × 5 km por equipo |
| 2019               | Seefeld (Austria)           | Medalla de oro    | TN + 4 × 5 km por equipo |
| 2021               | Oberstdorf (Alemania)       | Medalla de oro    | TN + 4 × 5 km por equipo |
| 2023               | Planica (Eslovenia)         | Medalla de oro    | TG + 4 × 5 km por equipo |
| 2025               | Trondheim (Noruega)         | Medalla de plata  | TG + 10 km individual    |
| 2025               | Trondheim (Noruega)         | Medalla de bronce | TG + 4 × 5 km por equipo |